# Отрадноје (језеро)
Отрадноје (рус. Отрадное; фин. Pyhäjärvi) моренско је језеро на северозападу европског дела Руске Федерације. Налази се на територији Приозерског рејона, на крајњем северозападу Лењинградске области. Географски се налази у северном делу Лемболовског побрђа, на северу Карелијске превлаке. на свега 5 километара источно од језера налази се обала језера Ладога.
Језеро има неправилан облик и обухвата акваторију површине 72,6 квадратних километара. Површина му лежи на надморској висини од око 20 метара, а како му је максимална дубина до 28 метара Отрадноје представља криптодепресију.
На језеру се налази неколико острва, а највећа су Барсуков и Тројно у југоисточном делу акваторије. На западу из језера отиче речица Пионирка која га повезује са оближњим Комсомољским језером.
На полуострву које у северном делу залази у језерску акваторију налазе се експериментална поља Ботаничког института Комарова.